# Sphaeriestes alternatus
Sphaeriestes alternatus är en skalbaggsart som först beskrevs av Leconte 1859.  Sphaeriestes alternatus ingår i släktet Sphaeriestes och familjen trädbasbaggar. Inga underarter finns listade i Catalogue of Life.